# Linux Virtual Server

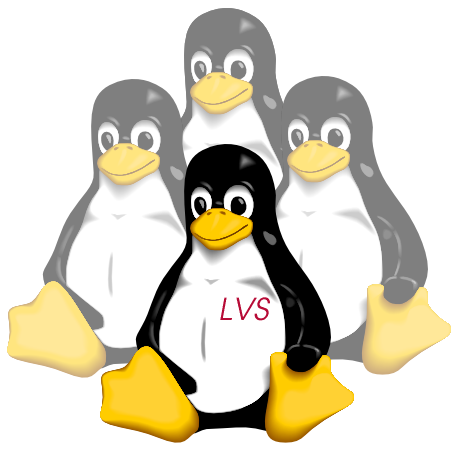
Логотип

Linux Virtual Server (LVS) — широко распространённое средство управления кластерных систем для Linux систем. Этот свободный проект начал Wensong Zhang в мае 1998. Цель проекта — построение высоконадёжного и высокоскоростного сервера с использованием кластерной технологии, которая обеспечивает хорошую масштабируемость, надёжность и работоспособность.
Linux Virtual Server используется серверами Википедии.

## Недостатки
Судя по описанию, необходим сервер (балансировщик нагрузки) для распределения нагрузки между компьютерами кластера. Однако в случае выхода его из строя будет недоступен сам кластер. Для борьбы с этим негативным явлением требуется использование нескольких балансировщиков нагрузки.